# NGC 7510
NGC 7510 è un giovane ammasso aperto visibile nella costellazione di Cefeo.

## Osservazione

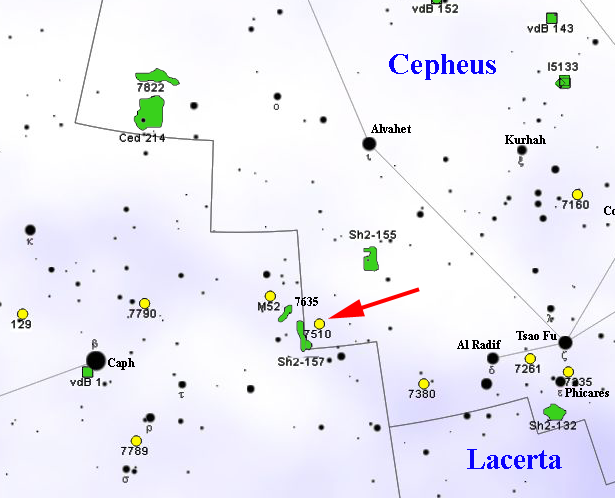
Mappa per individuare NGC 7510.

Si individua nella parte sudorientale della costellazione, poco a nord del punto mediano della linea che congiunge le stelle ζ Cephei e β Cassiopeiae, presso il ricco campo stellare dell'Arco di Cassiopea; attraverso un binocolo 10x50 si mostra come una macchia allungata piuttosto piccola, su cui si può scorgere una stellina di magnitudine 9. Con un telescopio da 100mm l'ammasso è risolvibile in una dozzina di componenti fino alla dodicesima magnitudine, mentre strumenti con aperture maggiori permettono una risoluzione completa delle sue stelle. Nelle foto a lunga posa è ben evidente a sud il grande sistema nebulosa di Sh2-157.
La declinazione fortemente settentrionale di quest'ammasso favorisce notevolmente gli osservatori dell'emisfero nord, da cui si presenta circumpolare fino alle basse latitudini; dall'emisfero australe d'altra parte resta piuttosto basso e non è neppure osservabile dalle latitudini lontane dalla zona tropicale. Il periodo migliore per la sua osservazione nel cielo serale è quello compreso fra luglio e dicembre.

## Storia delle osservazioni
NGC 7510 venne individuato per la prima volta da William Herschel nel 1787 attraverso un telescopio riflettore da 18,7 pollici; suo figlio John Herschel lo riosservò in seguito e lo inserì a sua volta nel General Catalogue of Nebulae and Clusters col numero 2213.

## Caratteristiche
NGC 7510 è un ammasso giovane e brillante, situato alla distanza di 3390 parsec (11950 anni luce) in corrispondenza del Braccio di Perseo, in una sua regione particolarmente ricca di grandi complessi di nubi molecolari e giovani gruppi di stelle massicce. Le sue componenti più massicce sono di classe spettrale B e A.
Secondo gli studi sulle dinamiche di questa regione galattica, i processi di formazione stellare hanno dapprima interessato le componenti della giovane associazione Cassiopeia OB2, quindi si siano estesi dando origine a quest'ammasso e nell'ultima fase la stelle dell'ammasso Mrk 50, situato al centro della nebulosa Sh2-157. Studi fotometrici eseguiti su 600 stelle visibili in direzione di NGC 7510 hanno premesso di misurarne il livello di estinzione e di determinare un'età di circa 10 milioni di anni.

## Note

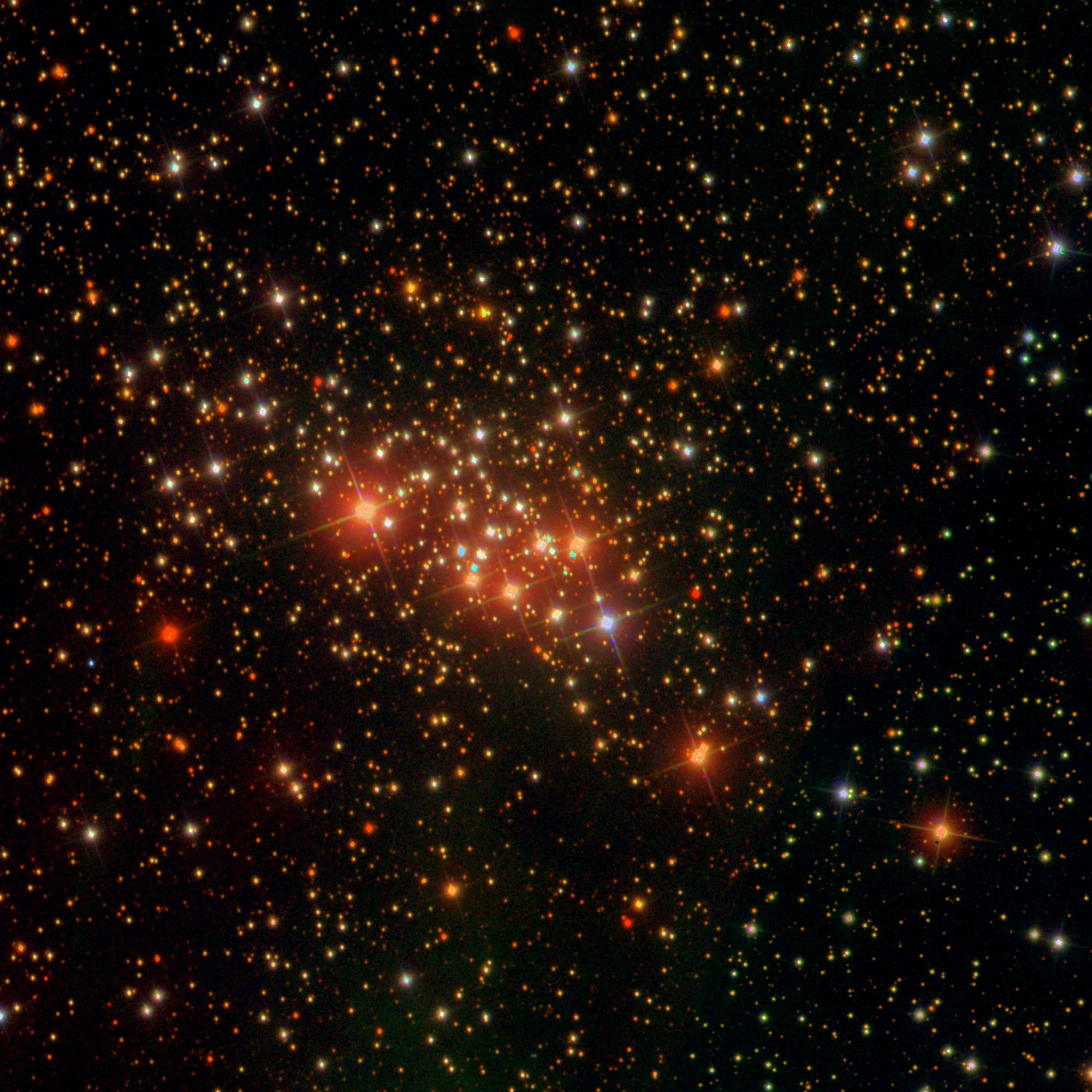
NGC 7510 (SDSS DR14)